# 杵島隆
杵島 隆（きじま たかし、1920年12月24日 - 2011年2月20日）は、日本の写真家。

## 略年譜
- 1920年 - アメリカ合衆国カリフォルニア州インペリアル郡カレクシコ[2]に生まれる[3]。
- 1923年 - 帰国し、鳥取県西伯郡大篠津村（現米子市大篠津町）の杵島家を継ぐ。
- 1938年 - 鳥取県立米子中学校（現・鳥取県立米子東高等学校）卒業後に上京[3]。
- 1939年 - 境港市上道出身の増谷麟の推薦により、東宝映画株式会社の委託学生として日本大学芸術学部映画学科に入学[3]。
- 1943年 - 第13期海軍飛行予備学生に志願[3]。三重海軍航空隊に入隊[3]。
- 1945年 - 福岡県築城海軍航空基地にて特別攻撃隊として待機中に終戦[3]。従七位海軍予備飛行中尉[3]。
- 1946年 - 旧軍使用の航空フィルムで自家製フィルムを作成し、広島・長崎の惨状をテーマにした抽象作品や砂丘ヌード作品などの撮影をする[3]。
- 1948年 -  植田正治に師事[3]。
- 1950年 - 写真家集団エタン派結成[3]。アルス社「カメラ」土門月例年度賞（特選3点、入選6点、準入選4点）[3]。朝日新聞社「アサヒカメラ広告写真」2等[3]。三楽焼酎ポスターになる[3]
- 1952年 - アルス社「1952　アルス写真年鑑」入選＜むすめ＞[3]。森永乳業「広告写真」に応募[3]。上位を独占（特選・1等賞・2等賞・3等賞・入選）＜大きなスプーン＞[3]。
- 1953年 - 1953 二科展「第1回二科会写真部」に応募＜村の人その2＞＜村の人その3＞入選[3]。上京、ライトパブリシティ入社[3]。
- 1956年 - キジマスタジオ設立[3]。
- 1958年 - 栄養短期大学出版局「栄養と料理」の表紙制作を始める[3]。郵政省「郵便局の立て看板と等身大のイメージガールの起用」の立案・制作を始め、等身大ディスプレイの流行を生む[3]。写真集「裸」のミニ本制作[3]。キヤノンよりドイツフオトキナに派遣され、マスコミに写真集を配付し話題になる[3]。
- 1971年 - 三和銀行「アニュアル・レポート」国際賞を受賞[3]。
- 1976年 - 「The Orchid」日本写真家協会年度賞受賞[3]。
- 1991年 - 勲四等瑞宝章受章[3]。
- 2011年 - 2月20日、敗血症のため東京都新宿区の病院で死去。90歳没[1]。

## 人物像
以降安田光昭（元鳥取県議会議員、米子市教育長）の著書『｢あの人この人｣私の交友録』245頁により
｢鳥取県の米子から、弓浜半島にかけて日本を代表する写真家がいることをご存知の方も多かろうと思う。植田正治、杵島隆、岩宮武二のトリオである。杵島隆はアメリカで成功している親戚から杵島家へ養子にもらわれた男で、義父は杵島松太郎という村会議員なども務めた村の有力者であった。
私が戦後大篠津へ引き揚げて帰ったころは、得意の英会話と押しの強さで駐留軍にも堂々出入し、菓子、コーヒー、たばこなど不自由ないほど手に入れて、悠々写真との取り組みを始めていた。彼は私の弟と同年で、映画と写真ではまんざら無縁の世界でもないせいか、かなり親密なつきあいをしていたようである。そのうち彼は東京へ進出することを考え始め、逐次計画を遂行して地歩を固め、彼一流のねばりと戦術で斯界に杵島ありといわれるところまで漕ぎ付けた。｣という。

## 家族・親族

### 杵島家
（鳥取県西伯郡大篠津村（現米子市大篠津町）、東京都）
- 義父・松太郎（大篠津農協代表監事[4]、同教育委員長[4]、同自治会連合会長[4]）

明治25年（1892年）7月生～没
産業中央会講習所卒。元大篠津村収入役、元同村会議員（二一年間）。現在前記役職の他、米川土地改良区用排水常任委員長、西伯小学校PTA連合会副会長、弓ヶ浜中、小学校PTA連合会副会長。
- 妻[5]
- 子供[5]（杵島直美の夫）
- 孫（きじまりゅうた）

## 関連人物
- 土門拳
- 鈴木恒夫
- 加納典明